# Eloy S. Vallina
Eloy Santiago Vallina García (Caborana, Aller, Asturias, España; 25 de julio de 1903 - Chihuahua, Chihuahua, México; 16 de mayo de 1960) fue un empresario de origen español radicado en el estado mexicano de Chihuahua y fundador del Banco Comercial Mexicano.

## Infancia y juventud
Nacido en Caborana, España el 25 de julio de 1903, llegó a México de niño en 1905, a Piedras Negras, Coahuila. En 1914 su familia se mudó a Dewson, Condado de Colfax, Nuevo México, en donde tuvo su primer empleo vendiendo diarios.
Más tarde, en 1919 se mudó a El Paso, Texas, donde realizó un curso por correspondencia sobre burocracia bancaria, gracias al cual obtuvo su primer empleo en el ramo bancario.
Tiempo después, viajó a Cuba en donde se empleó en un ingenio azucarero en Camagüey.

## Fortuna

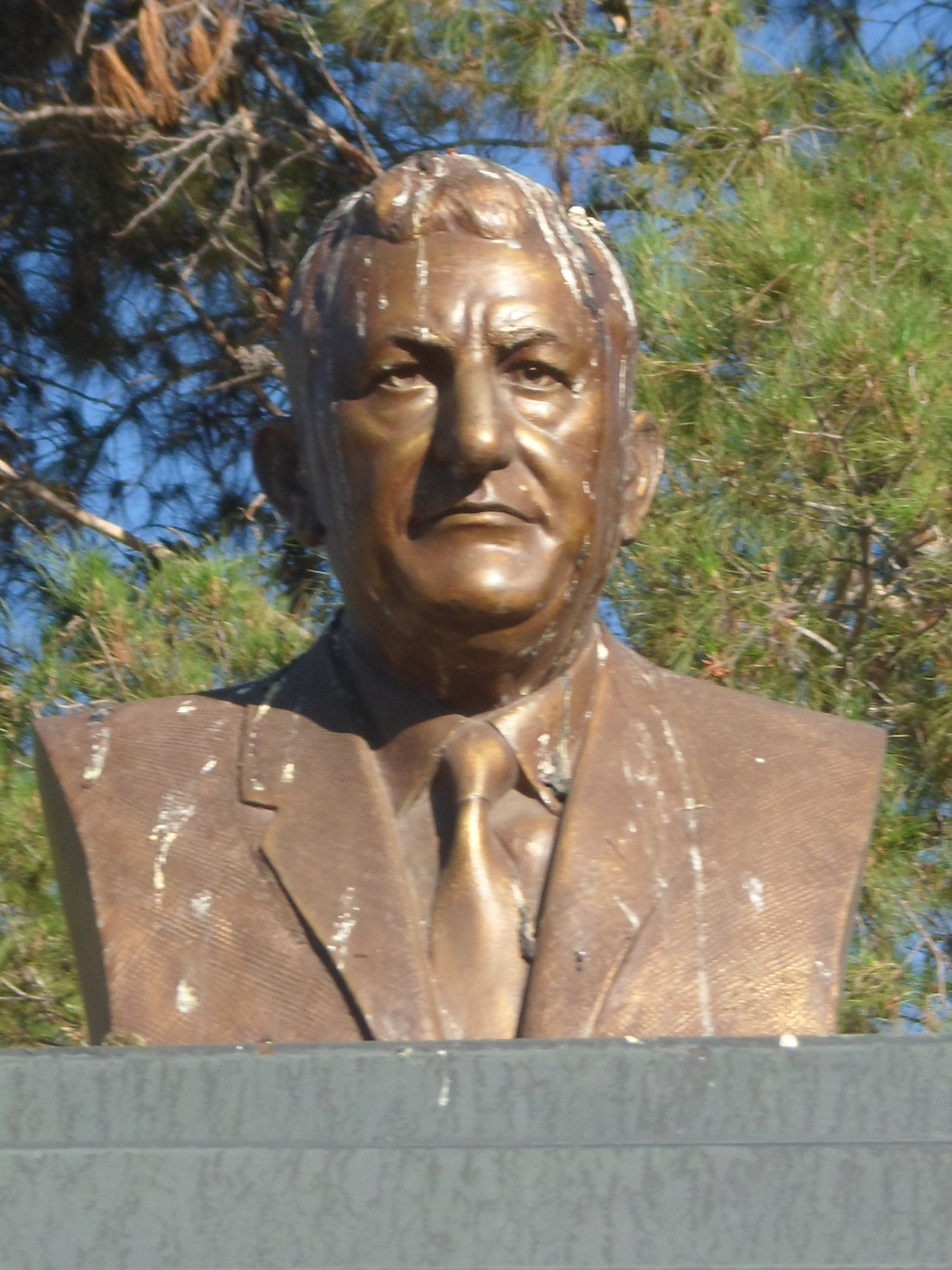
Busto de Eloy Vallina en el parque público nombrado en su honor, en la avenida Paseo Bolívar y 6.ª (antes "Parque de Arte").

En 1925, Eloy vuelve a Chihuahua en México, en donde el 24 de agosto abre sus puertas el Banco Mercantil de Chihuahua, S.A., una institución bancaria recién fundada por un grupo de emprendedores, de la cual Eloy presidió la ceremonia fundacional.
El 30 de abril de 1934 abrió  las puertas el Banco Comercial Mexicano fundado por su hermano Rafael y del cual era socio, y un grupo de empresarios con un capital de $300,000.00 pesos, y que en 1948 se fusionó con el Banco Mercantil de Chihuahua. Al banco posteriormente se sumaron como inversionistas miembros de las familias Terrazas y Almeida, que, con el tiempo, lograrían que el grupo económico formado en torno al banco, el Grupo Comermex, empleara a 24,000 personas.
Con el pasar del tiempo, gracias a la implementación de un modelo de sustitución de importaciones y a la estabilidad económica obtenida por el banco, el Grupo Chihuahua (del cual Vallina era dueño) fundó más empresas en otros rubros, como Cementos de Chihuahua S.A., Papelera de Chihuahua S.A., y Avena de Chihuahua S.A. en 1940, compró junto a un grupo de inversionistas en 1945 el Ferrocarril del Noroeste y concesiones de bosques cercanos que tiempo después vendieron al Gobierno Federal. En 1947, junto a David S. Russek, adquirió Fierro Comercial S.A., en Ciudad Juárez. El año siguiente, el banco ya tenía un capital de $12,000,000.00 de pesos. En 1952 se fundó Celulosa de Chihuahua; y al mismo tiempo, el Banco Comercial Mexicano. Junto a las familias Márquez, Terrazas, Almeida, Guerrero, Cruz, Wisbrum, y Castro fundaron Aceros de Chihuahua. En 1956, el Grupo Chihuahua adquiere Ericsson e ITT (empresas telefónicas), y el sistema telefónico nacional, que posteriormente dio nacimiento a Telmex.

## Familia
Eloy se casó con María Lagüera Zambrano, hija del vicecónsul español José Pío Lagüera, con quien procreó nueve hijos, Eloy, Jesús, Lidia, Consuelo, Margarita, José, María Luisa, Imelda y Alicia.
María falleció el 27 de  enero de 1991.

## Asesinato
El 16 de mayo de 1960, Eloy fue asesinado por el comandante de la policía David Corona Arizpe con un revólver .45, a la entrada del Banco Comercial Mexicano ubicado en las esquinas de avenida Independencia y calle Victoria, en la ciudad de Chihuahua.
El móvil del asesinato,  Eloy jr y Graciela corona se casaron en la Ciudad de México, la desinteligencia social terminó creando  esta situación  .